# Regensteinmassiv
Das Regensteinmassiv im nördlichen Harzvorland ist ein Höhenzug aus Sandstein mit einer Höhe von bis zu 290 m auf dem namensgebenden Regenstein und vielen Felsen und Sandsteinmassiven auf der Ostseite und Westseite des Felsmassives. Er bildet mit der Teufelsmauer den westlichen Abschluss der Sandsteinfelsformationen des Vorharzes.
Es liegt nördlich von Blankenburg und südwestlich der Kreisstadt Halberstadt im sachsen-anhaltischen Landkreis Harz.

## Geographische Lage
Das Regensteinmassiv ist zentraler Teil des Naturpark Harz/Sachsen-Anhalt und liegt knapp 3 km nördlich von Blankenburg, 3,5 km ostsüdöstlich von Heimburg, 3,5 km südlich von Langenstein sowie 15 km von der Kreisstadt Halberstadt entfernt.
Ihm vorgelagert ist das Waldgebiet Heers und auf seinem höchsten Punkt liegt auf einem Sandsteinfelsen die Burg Regenstein (293,9 m ü. NHN), der steil aus dem Harzvorland aufragt. 
Nördlich unterhalb der Ruine befinden sich die Regensteinmühle und die Sandhöhlen im Westen die Felsgruppe des Pappenberges und im Osten der Bahnhof Börnecke sowie die Felswände der Regensteinkinder mit dem Komplexlager 02  der Bundeswehr.

## Tourismus

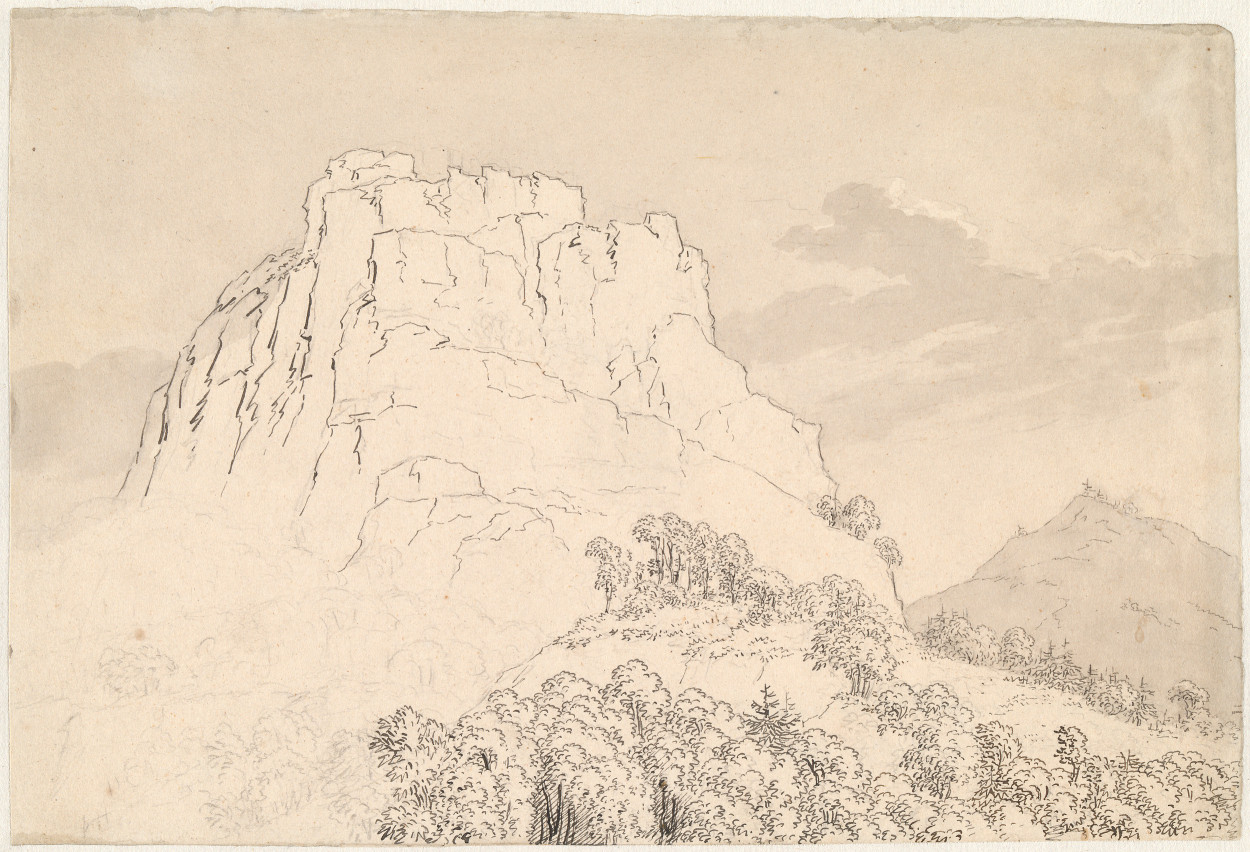
Caspar David Friedrich, Der Regenstein im Harz, um 1800, Hamburger Kunsthalle

Die touristische Nutzung des Gebietes begann mit der Eröffnung des ersten Gastronomiebetriebes im Jahre 1812 auf der Burgruine Regenstein, als beliebtes Ausflugsziel.
Die freistehenden Sandsteinfelsen, die denen im Elbsandsteingebirge nur in der Quantität nachstehen, waren ab 1920 auch Ziel von Kletterenthusiasten und Ausflüglern, besonders aus den Großstädten Magdeburg und Braunschweig. Hier entwickelte sich im Gebiet zwischen der Teufelsmauer, den Klusfelsen in den Klusbergen und den Felsen der Thekenberge bei Halberstadt die Magdeburger Kletterschule parallel zur Sächsischen Kletterschule. Heute sind die meisten dieser Felsen vergessen, da die schönsten Klettermöglichkeiten durch die Komplexlager der NVA und Bundeswehr blockiert sind.
Eine Berghütte der Bergfreunde Magdeburg am nördlichen Fuß des Massivs wurde in den 1970er Jahren abgerissen und in drei Annen-Hohne wiedererrichtet.
Es wird angestrebt das Gebiet wieder für den Klettersport nutzbar zu machen.
Seit Frühjahr 2017 ist die Panorama-Gaststätte an der Burg geschlossen und soll zu einem Haus des Gastes umgestaltet werden. Stattdessen besteht ein Imbiss.